# Sosna bartna przy trasie turystycznej (BPN)
Sosna bartna przy trasie turystycznej – sosna o rozmiarach pomnikowych rosnąca w Białowieskim Parku Narodowym, jedna z najlepiej znanych i najczęściej opisywanych sosen bartnych Puszczy Białowieskiej. Obecnie jest martwa. Na liście drzew bartnych Karpińskiego figuruje na pozycji 63.
Obwód pnia sosny na wysokości 130 cm od postawy wynosił niegdyś 390 centymetrów (według pomiarów z 2007 roku), wysokość drzewa wynosi 22 metrów (według pomiarów z 2007).
Obecnie w BPN jest jeszcze około 100-150 sosen z barciami, ta jednak uchodzi za najsłynniejszą.
Drzewo uschło na przełomie lat 50. i 60. XX wieku, zostało powalone przez wiatr w 2004 roku i ulega powolnemu rozkładowi. Dawniej było atrakcją turystyczną, rosło w miejscu, gdzie kończy się ścieżka turystyczna.
Jan Jerzy Karpiński sporządził opis drzewa w latach 30. XX wieku. Według jego opisu, sosna – wtedy jeszcze żywa – miała  pierśnicę pnia o wartości 160 cm, wysokość drzewa wynosiła 22 metrów. Pierwsza barć znajdowała się na wysokości 6 metrów, druga na wysokości 10 metrów; jest wyżar długości 1,7 metra. Na obciętym wierzchołku widoczna „nakrywka”. Otwory bartne od wschodu, drzewo pochylone na wschód.